# Jerjvashi
Jerjvashi (en georgiano y esvano: ხერხვაში) es una aldea de Georgia ubicada en el noreste de la región de Mingrelia-Alta Esvanetia, siendo parte del municipio de Mestia.

## Geografía
La aldea es parte de la región histórica de Esvanetia y se administra desde el pueblo de Nakra.

## Demografía
La evolución demográfica de Latsomba entre 2002 y 2014 fue la siguiente:
| 0                                               | 1 |
| (Fuente: Population of Georgia in Soviet times) |   |

Según el censo de 2014, los georgianos (esvanos) constituían el 100% de la población.